# Luis Vera
Luis Enrique Vera Martineau (ur. 9 marca 1973 w Ciudad Bolívar) – wenezuelski piłkarz występujący najczęściej na pozycji pomocnika. Od 2004 roku zawodnik Caracas FC, grającego w Primera División de Venezuela.

## Kariera klubowa
Vera w młodości grał w juniorskich zespołach Zulii, jednak swoją seniorską karierę rozpoczynał w 1996 roku w Minervén. Po roku wrócił do Zulii, która w 1998 roku zmieniła nazwę na Universidad de Los Andes. W latach 2003–2004 ponownie występował w Minervén, a w 2004 roku podpisał kontrakt z najpopularniejszym z wenezuelskich klubów, Caracas FC.

## Kariera reprezentacyjna
Luis Vera był powoływany do dorosłej reprezentacji Wenezueli już od 1996 roku, a zadebiutował w niej 22 czerwca tegoż roku w spotkaniu z Hondurasem (0:1). Brał udział w Copa América 2001 oraz w Copa América 2007.

### Statystyki reprezentacyjne
| Reprezentacja | Rok     | Mecze | Gole |
| ------------- | ------- | ----- | ---- |
| Wenezuela     | 2007    | 9     | 0    |
| Wenezuela     | 2006    | 0     | 0    |
| Wenezuela     | 2005    | 6     | 0    |
| Wenezuela     | 2004    | 8     | 1    |
| Wenezuela     | 2003    | 6     | 0    |
| Wenezuela     | 2002    | 4     | 0    |
| Wenezuela     | 2001    | 12    | 0    |
| Wenezuela     | 2000    | 0     | 0    |
| Wenezuela     | 1999    | 2     | 0    |
| Wenezuela     | 1998    | 0     | 0    |
| Wenezuela     | 1997    | 0     | 0    |
| Wenezuela     | 1996    | 6     | 1    |
| Ogólnie       | Ogólnie | 53    | 2    |